# Beademingsverpleegkundige

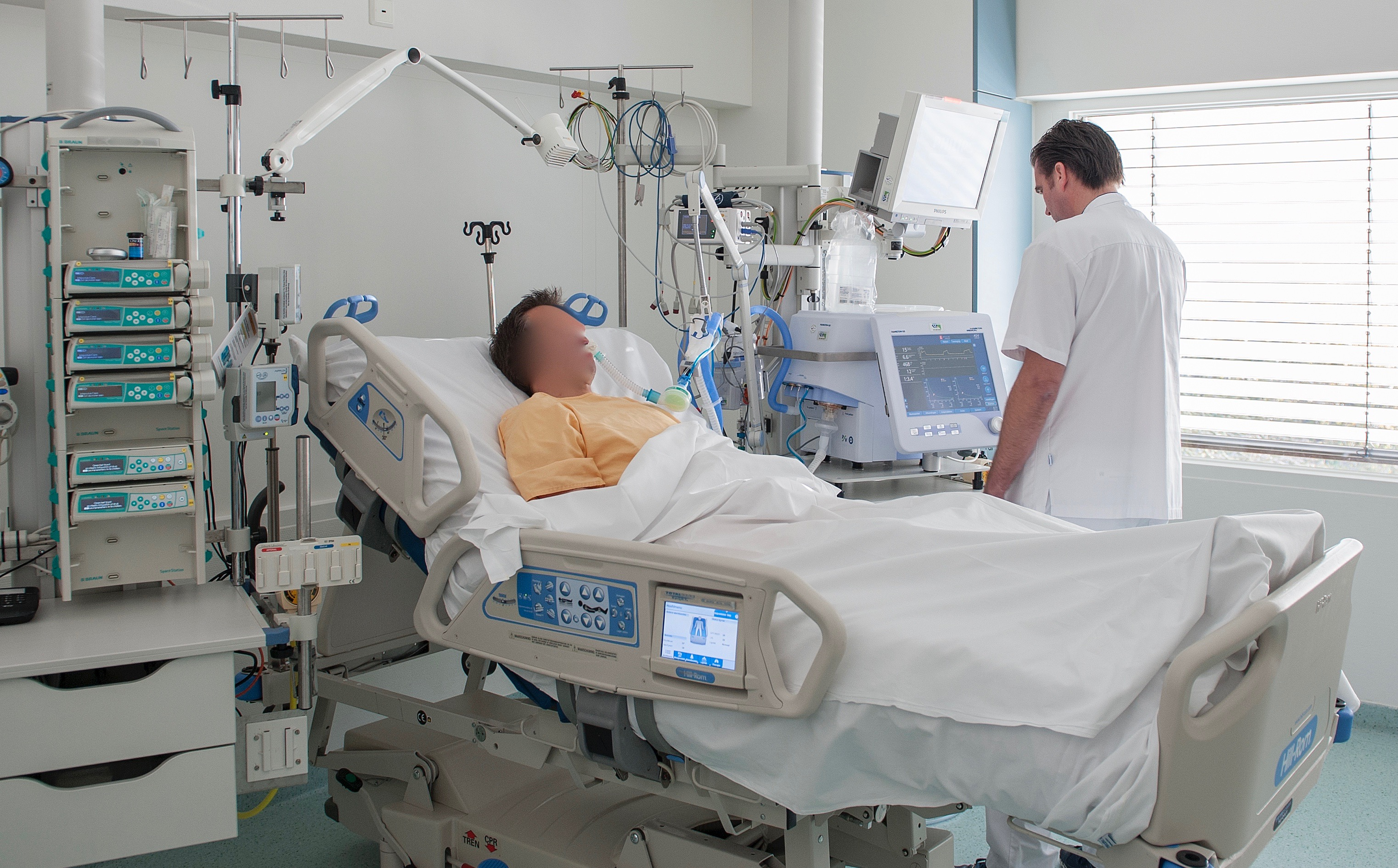
Ventilation practitioner aan het werk

Een beademingsverpleegkundige of ventilation practitioner (VP) is een ic-verpleegkundige die zich gespecialiseerd heeft op het gebied van ademhalingszorg binnen de intensieve zorg, waaronder mechanische beademing en zuurstoftoediening.

## Geschiedenis
Het beroep is in Nederland in 2002 ontstaan en lijkt sterk op wat in de Verenigde Staten 'respiratory therapist' wordt genoemd. Vrijwel alle beademingsverpleegkundigen zijn verbonden aan een ziekenhuis; een enkeling werkt buiten het ziekenhuis, bijvoorbeeld voor Centra voor Thuisbeademing (CTB) of voor bedrijven die beademingsapparaten verkopen.

## Functie
VP's werken 'aan het bed', voornamelijk op afdelingen intensieve zorg (ic). Daar zorgen zij voor afstelling van de beademing, helpen ophoesten, sedatie minimaliseren, etc. Daarnaast hebben zij ook uitdrukkelijk een functie in de consultatie en continue scholing voor het overige personeel op die afdelingen.

## Opleiding
Om beademingsverpleegkundige te worden is het in Nederland nodig om de naast de opleiding tot verpleegkundige en de opleiding tot intensive-careverpleegkundige, minimaal 1 jaar relevante werkervaring te hebben. De duale VP-opleiding duurt 14 maanden.